# Blazon Stone
Blazon Stone è il sesto album in studio della band heavy metal tedesca Running Wild.

## Il disco
Il disco è stato pubblicato nel 1991 dalla Noise Records e contiene come traccia bonus "Genocide", cover dei Thin Lizzy.

## Tracce
1. Blazon Stone (Rolf Kasparek)  – 6:29
2. Lonewolf (Rolf Kasparek)  – 4:47
3. Slavery (Rolf Kasparek)  – 5:14
4. Fire & Ice (AC)  – 4:08
5. Little Big Horn (Rolf Kasparek)  – 4:57
6. Over the Rainbow (Jens Becker)  – 1:55
7. White Masque (Rolf Kasparek)  – 4:16
8. Rolling Wheels (Jens Becker)  – 5:31
9. Bloody Red Rose (Rolf Kasparek)  – 5:04
10. Straight to Hell (Jens Becker)  – 3:49
11. Heads or Tails (Rolf Kasparek)  – 4:57
12. Billy the Kid (AC/Rolf Kasparek - AC) (Bonus)  – 4:49
13. Genocide (Phil Lynott) (Bonus)  – 4:47

## Formazione
- Rolf Kasparek - voce, chitarra
- Axel Morgan - chitarra
- Jens Becker - basso
- AC - batteria